# 犬とのきずなシリーズ
『犬とのきずなシリーズ』（いぬとのきずなシリーズ）は、藤城ありすによる日本の漫画作品。

## レクターのいた日

### ストーリー
生まれたときからずっと一緒にいた愛犬・モモを亡くした水穂とその家族は、盲導犬候補の子犬を預かる「パピーウォーカー」というボランティアをすることにした。だが家にやってきた子犬のレクターは、水穂の持ち物をかんだり、おもらしをしたり、ものすごく手がかかる犬だった……。

### 登場人物
榊 水穂（さかき みずほ）
犬が大好きな女の子。モモとレクターをどうしても比べてしまう。だが、レクターに凶暴化した野犬から守ってもらい、それからはレクターのことが好きになった。レクターを送り出す時は、レクターと家出をしたが、結局はレクターを送り出すことを決意した。
レクター
ゴールデン・レトリバーのオス。盲導犬候補。水穂と家出をした時に、盲導犬のように、目がぼやけて見えなくなった水穂を家まで連れて帰った。

## ペリネと歩く道

### ストーリー
学校でいじめを受け、不登校となった雪奈は、「ずっと部屋にこもりきりじゃよくないよな」と父に言われ、父の知人の訓練士のいる盲導犬訓練センターへ行ってみる。そこにいた犬ペリネは、臆病でよくほえるため、盲導犬を不合格になった犬だった。ペリネは、他の人にはほえるが、雪奈にはなついた。ペリネには雪奈が必要、雪奈にもペリネが必要と、訓練士と雪奈の父が考え、ペリネは雪奈の家に迎えられる。学校に行けない雪奈、臆病で雪奈以外にはなつかないペリネの絆のストーリー。

### 登場人物
松岡 雪奈（まつおか ゆきな）
ひどいいじめを受け、学校に行けなくなった女の子。ペリネと出会ってから少しずつ元気になる。一度自殺しようとしたが、ペリネによって助けられた。
ペリネ
ラブラドール・レトリバーのオス。かなり臆病でよく吠える。

## レクターの見た空

### ストーリー
1作目「レクターのいた日」に出てきたレクターが盲導犬になった話。ストーリーはレクター目線で進む。犬が苦手なユーザー、華との盲導犬生活をはじめたレクター。だが、華はレクターの親切心を理解せず（こっちの道のほうが近道、ガラの悪い人たちがいるからこの道はさけるなど）、イライラしていたが、レクターが止まったところに階段があったとわかり、華はレクターにあやまり、レクターの進むとおりに歩いた。数年後、レクターは反応がにぶくなり、盲導犬を引退することになった。レクターが連れて行かれた先は、「リタイア犬飼育ボランティア」の風香たちの家であった……。

### 登場人物
レクター
「レクターのいた日」に出てきた犬。盲導犬にしては行動が自分勝手である。だが、それは全て華のためである。
佐藤 華（さとう はな）
レクターのユーザー。交通事故で目が見えなくなった為、それ以来、犬が嫌いだったがそれを克服してでも自分で歩けるようになりたくて、盲導犬をもつ決心をした。
風香（ふうか）
リタイア犬飼育ボランティアの家の女の子。元気な小学生。
葉平（ようへい）
風香の弟。風香とは仲が良い。